# Paolo Piffarerio
Paolo Piffarerio (Milán, Italia, 27 de agosto de 1924 - ib., 30 de junio de 2015) fue un animador e historietista italiano.

## Biografía
Durante sus estudios en la Academia de Bellas Artes de Brera, en 1943, empezó a trabajar con el editor Alberto Traini, realizando la serie de historietas Capitan Falco y entintando los lápices de personajes cómicos de Gino Gavioli. Posteriormente, realizó una serie dedicada al futbolista Giuseppe Meazza y otra inspirada en Larry Semon (conocido en Italia como Ridolini) para Torelli. En los años 1940, trabajó también para la editorial Audace (la actual Sergio Bonelli Editore), realizando, en 1946, Il ritorno del cow-boy y La Venere Indiana, publicados en la revista L'Audace y, el año siguiente, dibujando Ipnos, creado y guionizado por Gian Luigi Bonelli.
En 1953, junto a los hermanos Gino y Roberto Gavioli, fundó la Gamma Film, entrando así en el mundo de la animación y del cine, realizando anuncios publicitarios en los años siguientes y creando numerosas animaciones para el programma de RAI Carosello, hasta su cierre en 1977. También colaboró con el cine, para la realización del cortometraje La lunga calza verde (1961), guionizado por Cesare Zavattini, y Putiferio va alla guerra (1968). Mientras los hermanos Gavioli se ocupaban de la producción, de la dirección y de la realización de los varios personajes, Piffarerio se ocupaba de los guiones y, a veces, de la dirección, además de ser el director técnico de la mayoría de los anuncios publicitarios, ocupándose de la fotografía y del montaje, y supervisionando la enorme producción de cortometrajes (animados y no), creando un estilo peculiar, diferente del de los cortometrajes procedentes de los Estados Unidos y también del de los hermanos Nino y Toni Pagot. Piffarerio participó como director técnico y/o guionista de numerosas animaciones y cortometrajes: La parola alla strada (1959-1965), Caio Gregorio er guardiano der pretorio (1960-1969), Pallina dà lustro alla casa (1961-1968), Babbut Mammut e Figliutt (1962-1965), Vitaccia cavallina (1962-1975), Gringo (1966-1976), Taca Banda o Andrea e Oracolo (1968-1976) e Il frate Cimabue (1972-1976).
En los años sesenta y setenta, colaboró activamente para la editorial Corno, realizando historietas guionizadas por Max Bunker (seudónimo de Luciano Secchi), como Viva l'Italia, Maschera Nera, Atomik, El Gringo, Milord y el relato Fouchè, un uomo nella Rivoluzione, editado en la revista Eureka, gracias al que ganó el premio "Marzocco d'Argento" (1976). Con Luciano Secchi dio vida a una larga colaboración, que lo llevó a trabajar también para su personaje más conocido, Alan Ford, que en ese entonces gozaba de gran éxito. Inicialmente, junto a otros dibujantes entintaba los lápices de Magnus, para luego convertirse en el dibujante principal a partir del número 76 de la serie. Esta colaboración se interrumpió en 1984, cuando Piffarerio se dedicó a otros proyectos.
Paralelamente a su trabajo con la editorial Corno, en 1977 participó en las colecciones de cómics educativos Storia d'Italia a fumetti, Storia di Roma a fumetti y Storia dell'Oriente e dei Greci a fumetti, escritas por el periodista Enzo Biagi y editadas por Mondadori, y en 1978 inició una larga colaboración con la editorial católica Edizioni Paoline, especializándose en la adaptación de populares novelas como El vizconde de Bragelonne, Los novios y la Odisea, publicadas en la revista Il Giornalino.
En 2007, en ocasión de las celebraciones del cuadragésimo aniversario de Il Comandante Mark, ilustró la historia Un americano a Versailles, con guion de Davide Castellazzi, publicado en el número 54 editado por IF Edizioni. En los últimos años, colaboró regularmente con el semanal La Settimana Enigmistica.